# Tanja Egen

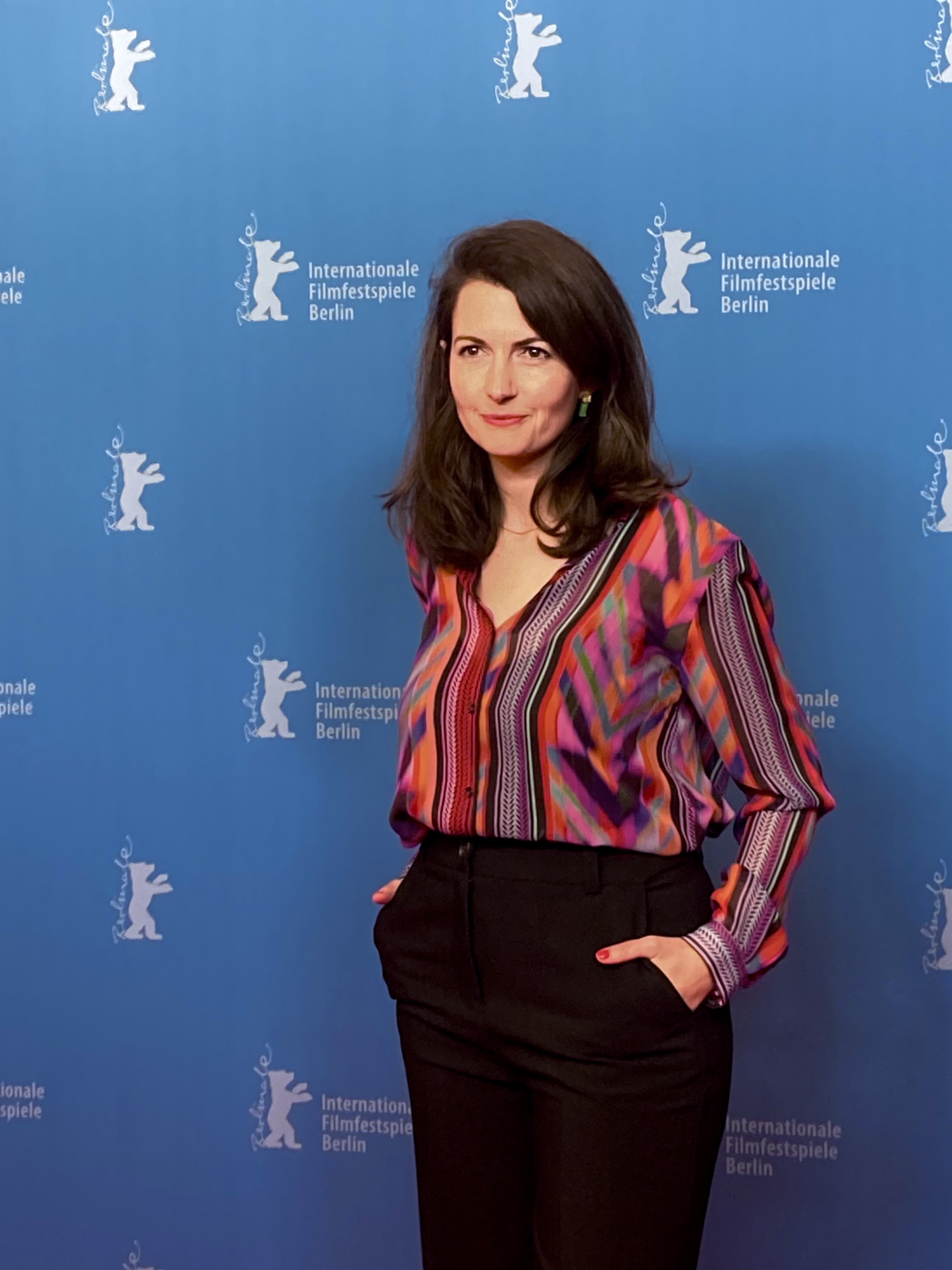
Tanja Egen (2023)

Tanja Egen (* 1985 in Dortmund) ist eine deutsche Filmemacherin.
Nach ihrem Studium der Philosophie, Kunstgeschichte und Theaterwissenschaft an der Freien Universität Berlin sowie Filmregie an der Deutschen Film- und Fernsehakademie Berlin präsentiert sie 2023 mit Geranien ihren Abschlussfilm in der Sektion „Neue Perspektive Deutsches Kino“ bei der Berlinale.

## Filmografie
- 2013: Together (Kurzfilm)
- 2017: Funke (Kurzfilm)
- 2018: Der Gesellschafter (Kurzfilm)
- 2023: Geranien (On Mothers and Daughters)